# Пирометаллургия
Пи́рометаллу́ргия — совокупность металлургических процессов, протекающих при высоких температурах. Это отрасль металлургии, связанная с получением и очищением металлов и металлических сплавов при высоких температурах, в отличие от гидрометаллургии, к которой относятся низкотемпературные процессы.

## Описание
Это химические процессы, протекающие в металлургических агрегатах при высоких (800—2000°С) температурах, поэтому пирометаллургию иногда называют «химией высоких температур». Часто химические реакции сопровождаются изменением агрегатного состояния реагирующих веществ: плавлением, возгонкой, испарением образующихся металлов или их соединений. В таких процессах взаимодействия могут протекать между твёрдой, жидкой (расплавы) и газообразной фазами в любых сочетаниях.
Пирометаллургическими процессами являются процессы агломерации металлургического сырья, плавки шихтовых материалов, изготовления сплавов, рафинирования металлов. В частности, это — обжиг, доменная плавка, мартеновская плавка, плавка в конвертерах, дуговых и индукционных печах.
Пирометаллургия — основа производства чугуна, стали, свинца, меди, цинка и др.
В пирометаллургии часто применяется восстановление углеродом — в тех случаях, когда восстанавливаемые металлы не образуют устойчивых карбидов, помимо указанных выше, к таким металлам относятся германий, кадмий, олово и другие. В случаях образования восстанавливаемыми металлами устойчивых карбидов вместо восстановления углеродом часто применяется металлотермия.
Пирометаллургия — основная и наиболее древняя область металлургии. С давних времён до конца 19 столетия производство металлов базировалось почти исключительно на пирометаллургических процессах. На рубеже 19 и 20 столетий промышленное значение приобрела другая крупная ветвь металлургии — гидрометаллургия. Однако пирометаллургия продолжает сохранять господствующее положение как по масштабам производства, так и по разнообразию процессов.
В начале 20 столетия вместе с пламенными способами нагрева в металлургии начали использоваться разные виды электрического нагрева (дуговой, индукционный и др.); приблизительно в это же время в промышленности был внедрён электролиз расплавленных химических соединений (производство алюминия и других цветных металлов).
Во 2-й половине 20 столетия получили распространение плазменная плавка металлов, зонная плавка и электроогневая плавка. Металлургические процессы, основанные на использовании электрического тока, выделяют в самостоятельную область пирометаллургии — электрометаллургию.

## Основные процессы
Основным процессом пирометаллургии является рудная плавка, которая проводится при таких высоких температурах, когда продукты химического взаимодействия расплавляются, образуя две жидкие фазы — металлическую или сульфидную и шлаковую. Различают восстановительную и окислительную плавки.
Определяющий процесс восстановительной рудной плавки — это восстановление оксидов металла с получением в конечном итоге расплава металла или его сплава с другими элементами. Типичной восстановительной плавкой является получение чугуна в доменных печах. Восстановительные процессы являются также главными при плавке марганцевых, окисленных никелевых, свинцовых, титановых руд.
Основными реагментами-восстановителями служат углерод, оксид углерода и водород. Оксид углерода образуется в самой печи при неполном горении углерода; основное количество водорода получается в результате разложения вдуваемого в печь природного газа.
Разновидностью восстановительных плавок является металлотермическое получение металлов, при котором в качестве восстановителя какого-то металла (Mn, Cr, V и др.) используется другой металл — с большим сродством к кислороду: Ca; Mg; Al, а также Si. Одним из достоинств металлотермического восстановления является получение металлов, не загрязненных углеродом или водородом.
Типичной окислительном рудной плавкой является переработка в шахтных печах богатых медных сульфидных руд. В ходе плавки окисляется основная доля серы сульфидных минералов, в результате чего выделяется значительное количество тепла. Основным целевым продуктом плавки является расплав сульфидов FeS и Cu2S — штейн.
Чугун и штейн рудных плавок являются, по-существу, полупродуктами, которые требуют дополнительной обработки. Такая обработка заключается в продувке расплавов воздухом или чистым кислородом, в результате чего содержащиеся в сплавах примеси окисляются и переходят либо в шлак (SiO2; MnO; FeO и др.), либо в газ (СО; SO2). Процесс называется конвертированием.
Аналогичным конвертированию является фьюминг-процесс — продувка газом шлаковых расплавов. Отличие его от конвертирования состоит в том, что металлический расплав продувают окислительным газом, а при фьюминговании шлака восстановительным. А во-вторых, продукты окисления металлического расплава — оксиды металлов — образуют вторую жидкую фазу — шлак, а продукты фьюмингования шлака — восстановленные легколетучие металлы (или сульфиды) в парообразном состоянии удаляются из реакционного пространства газовым потоком.